# Phyllozetes emmae
Phyllozetes emmae is een mijtensoort uit de familie van de Cosmochthoniidae. De wetenschappelijke naam van de soort is voor het eerst geldig gepubliceerd in 1910 door Berlese.